# Bryum bullosum
Bryum bullosum är en bladmossart som beskrevs av C. Müller och Brotherus 1897. Bryum bullosum ingår i släktet bryummossor, och familjen Bryaceae. Inga underarter finns listade i Catalogue of Life.